# Francisco Caamaño

Francisco Caamaño.

Francisco Caamaño Deño (ur. 1933, zm. 1973) – dominikański pułkownik i polityk.
W 1965 przywódca ruchu konstytucjonalistów, podjął próbę obalenia rządzącej junty, od maja do września 1965 tymczasowy prezydent Dominikany (kontrolował jedynie część stolicy), po interwencji USA od 1966 do 1967 attaché wojskowy w Londynie, od 1967 do 1973 na emigracji na Kubie, zginął, po powrocie do kraju w celu wznowienia walki zbrojnej.